# Pseudostixis basigranosa
Pseudostixis basigranosa là một loài bọ cánh cứng trong họ Cerambycidae.